# 東北銀行
株式会社東北銀行（とうほくぎんこう、英: THE TOHOKU BANK,LTD.）は、岩手県盛岡市に本店を置く地方銀行。いわゆる戦後地銀。通称はとうぎん。

## 概要
1950年10月、岩手県内の商工会議所関係者並びに地元有志が中心となり戦後地銀の1行として設立される。
県外には宮城県内に5ヶ所、その他にも青森県八戸市（2ヶ所）、秋田県鹿角市、東京都に店舗がある。
近年は、農林漁業の6次産業化や、アグリビジネスの支援に注力している。
2012年、金融機能強化法の震災特例措置に基づき、公的資金注入行となった。
県内の地方自治体において、岩手町と洋野町より指定金融機関を受託している。

## 沿革
- 1950年（昭和25年）
  - 10月7日 - 株式会社東北銀行設立（当時の本店は盛岡市内丸106番地で、開業は11月1日）。
  - 11月 - 鹿角郡花輪町に鹿角支店を開設。
- 1963年（昭和38年）1月 - 本店を現在地に移転。
- 1972年（昭和47年）
  - 10月 - 秋田支店開設。
  - 12月 - 本店増改築工事竣工。
- 1976年（昭和51年）
  - 2月 - 事務センター竣工。
  - 12月 - 宮城野支店開設。
- 1988年（昭和63年）3月 - 秋田支店廃止。
- 2000年（平成12年）
  - 10月 - 郵便貯金ATMと提携。
  - 11月 - 創業50周年。
- 2002年（平成14年）6月 - 執行役員制度を導入。
- 2004年（平成16年）11月 - 宮城野支店（若林区大和町）を仙台支店へ統合。
- 2006年（平成18年）11月 - セブン銀行と提携。
- 2007年（平成19年）
  - 3月 - みちのく銀行南大通支店の廃止に伴い、同行とATM相互無料開放を開始。
  - 4月13日 - 東京支店のATM廃止。
  - 10月 - 個人カードを対象にイオン銀行とATM相互無料開放を開始。
- 2009年（平成21年）5月 - 七十七銀行とATM相互無料開放を開始。
- 2012年（平成24年）7月17日 - 勘定系システムをSTELLA CUBE（NTTデータ次期共同センター）に移行。
- 2013年（平成25年）3月13日 - 北海道新幹線新函館開業による経済交流促進や震災被災者支援を目的に北海道銀行と業務提携締結。
- 2014年（平成26年）6月20日 - 浅沼新頭取が会長に退き村上尚登副頭取が後任として昇格。
- 2018年（平成30年）2月7日 - フィデアホールディングスおよび荘内銀行ならびに北都銀行と包括的な業務提携協定書を締結[8]。
- 2019年（令和元年）5月13日 - 東京支店を荘内銀・北都銀東京支店（日本橋室町・ヒューリック日本橋室町ビル2階）と共同店舗化[9][10]。
- 2021年（令和3年）7月2日 - フィデアホールディングスとの翌年10月の経営統合を目指し、協議することで基本合意[11]。
- 2022年（令和4年）
  - 2月10日 - フィデアホールディングスとの経営統合を白紙撤回すると発表。経営戦略やガバナンス体制の見解に相違があることが理由[12]。
  - 4月4日 - 東京証券取引所の市場区分の見直しにより、東京証券取引所の市場第一部からスタンダード市場に移行。

## 情報処理システム

### 勘定系システム
1999年（平成11年）1月、勘定系システムをNTTデータ総合バンキングシステムである「STAR-ACE」にアウトソーシングした。さらに2012年（平成24年）7月には、STAR-ACEの後継として開発された、STELLA CUBE（NTTデータ基幹系共同センター）へ移行した。当初は、2012年（平成24年）1月の移行を予定するも、東日本大震災の影響による店舗運営の安定化や地元復興を優先することを理由に延期された。

## ICキャッシュカード
同行は2007年（平成19年）5月28日より、ICキャッシュカードの取り扱いを開始すると共に「指静脈方式」の生体認証機能を導入した。これにより今後、キャッシュカードは原則としてICカードのみが発行される。
同カードは、「磁気ストライプ」併用型を発行するため、デビットカード機能も利用可能となっている。またIC振込カード機能も搭載され、振込先情報を最大10件まで登録できる。

## ATM関連

### 岩手銀行・盛岡信用金庫利用者への一部ATM無料開放
一部の店舗外ATMでは、「岩手銀行」または「もりしん」などの表示が併記されており東北銀との共同利用ATMとなっている。その拠点に限り、岩手銀行または盛岡信用金庫のキャッシュカードは引出が無料（時間外手数料は別途）で利用可能になっているが、ATM幹事行によっては法人カードが利用できない場合がある。なお、振込手数料については、ATM幹事行の内容が適用される。

## 関係会社
連結子会社
- 株式会社東北ジェーシービーカード
- 東北保証サービス株式会社
- とうぎん総合リース株式会社
- 東北銀ソフトウェアサービス株式会社

## マスコットキャラクター
サンリオのリトルツインスターズ（キキ&ララ）を採用しており、キャラクター通帳や現金封筒などで使用されている。